# Barbara Lecewicz-Toruń
Barbara Lecewicz-Toruń (ur. 9 września 1932 w Kraśniku, zm. 10 lutego 2020) – polska dermatolog, doktor habilitowany, profesor nauk medycznych.

## Życiorys
Ukończyła studia w Akademii Medycznej w Lublinie, w 1965 r. obroniła pracę doktorską, w 1988 r. otrzymała habilitację. W 1996 r. uzyskała tytuł profesora nauk medycznych.
Była pracownikiem naukowym w Katedrze i Klinice Dermatologii, Wenerologii i Dermatologii Dziecięcej na Wydziale Lekarskim z Oddziałem Anglojęzycznym i Oddziałem Stomatologicznym Akademii Medycznej im. prof. Feliksa Skubiszewskiego w Lublinie.

## Odznaczenia
- Złoty Krzyż Zasługi[1]
- Krzyż Kawalerski Orderu Odrodzenia Polski[1]